# Herpes gestacional
El herpes gestacional, también llamado penfigoide gestacional, es una enfermedad de la piel que se presenta durante el embarazo o el puerperio inmediato. Es poco común, se produce un caso por cada 50.000 embarazos. No debería llamarse herpes puesto que no está causada por un virus de la familia Herpesviridae, se debe a un fenómeno de autoinmunidad mediado por una Inmunoglobulina G específica antimembrana basal.

## Sintomatología
Su presentación se suele iniciar generalmente entre la semana 9 de gestación y la primera semana del posparto, con una media de inicio en la semana 21.
La fase prodrómica, cuando se presenta, se inicia con malestar, náuseas, ardor y prurito intenso. Posteriormente tienen lugar las manifestaciones de la piel, donde aparecen placas urticariformes y vesiculares, con formación de ampollas que recuerdan a las vistas en el herpes zóster. En la histopatología se observan ampollas subepidérmicas.
Las lesiones se inician en región periumbilical (alrededor del ombligo) y se extienden en sentido centrifugo, en muy raras ocasiones se ha reportado compromiso de las mucosas. Las lesiones recurren en gestaciones posteriores o cuando es suministrada terapia hormonal o anticonceptivos orales.

## Pronóstico
- Materno: Bueno puede recidivar en gestaciones posteriores, o con la toma de anticonceptivos orales.
- Fetal: posibilidad de parto prematuro, lesiones cutáneas transitorias de las mismas características de las que tiene la madre y la posibilidad de muerte en el útero, por depósito de IgG y C3 a nivel de la membrana basal.

## Tratamiento
Se han empleado diferentes fármacos, incluyendo antihistamínicos, corticoides e inmunosupresores.